# Відстоювання
Відстоювання англ. settling, gravity sedimentation; нім. Abklärung f, Klären n, Abstehen n, Absetzen n) – розділення рідкої грубодисперсної системи (гідросуміші, суспензії, емульсії) на фази під дією сили тяжіння (за умов спокою або повільного руху потоку рідини).

## Механізм процесу
У процесі В. частинки (краплі) дисперсної фази випадають з рідкого дисперсійного середовища в осад або спливають на поверхню. В. як технологічний прийом використовують для виділення диспергованої речовини або очищення рідини від механіч. домішок. При В. в системі не повинно бути інтенсивного перемішування, сильних конвекційних потоків, а також структуроутворення, що перешкоджає седиментації. 
У найпростішому разі вільного руху сферичних частинок швидкість осідання (спливання) визначається законом Стокса. У полідисперсних суспензіях спочатку в осад випадають великі частинки, а дрібні утворюють повільно осідаючу “каламутність". 
У концентрованих суспензіях спостерігається не вільне, а солідарне, або колективне осідання, при якому швидко осідаючі великі частинки захоплюють за собою дрібні, прояснюючи тим самим верхні шари рідини. 
При наявності в системі колоїдно-дисперсної фракції В., як правило, супроводжується укрупненням частинок внаслідок коагуляції або флокуляції. 

## Застосування
У промислових умовах В. проводять у відстійних басейнах (резервуарах, чанах) і спец. апаратах - відстійниках (згущувачах) різних конструкцій. 
В. широко використовують при очищенні води в системах гідротехн. споруд, водопостачання, каналізації; при зневодненні і знесолюванні сирої нафти; в багатьох процесах хім. технології. В. застосовують також при очищенні бурових промивних рідин; очищенні рідких нафтопродуктів (масел, палива) тощо. 

## Гравітаційне відстоювання
ГРАВІТАЦІЙНЕ ВІДСТОЮВАННЯ,(рос.гравитационное отстаивание; англ. gravity sedimentation; нім. Gravitationsabsetzen n, Gravitationsklärung f) – розділення механічної суміші двох фаз, наприклад, нафти і пластової води за рахунок різниці їх густин у герметизованих відстійниках і сировинних резервуарах (з нагріванням або без нього). 